# Zanthoxylum melanostictum
Zanthoxylum melanostictum är en vinruteväxtart som beskrevs av Schltdl. & Cham.. Zanthoxylum melanostictum ingår i släktet Zanthoxylum och familjen vinruteväxter. Inga underarter finns listade i Catalogue of Life.